# John Shiban
John Shiban est un scénariste, réalisateur et producteur de télévision américain.

## Biographie
John Shiban est diplômé en littérature anglaise de l'UCLA et étudie ensuite à l'American Film Institute, où il se lie d'amitié avec Frank Spotnitz. Tous deux rejoignent la série X-Files : Aux frontières du réel et deviennent deux de ses scénaristes les plus prolifiques, collaborant à X-Files à partir de sa troisième saison jusqu'à son arrêt. Il est également l'un des co-créateurs de sa série dérivée The Lone Gunmen : Au cœur du complot. 
Il participe ensuite à l'écriture d'épisodes et à la production des séries Star Trek: Enterprise et Supernatural et écrit et réalise le film d'horreur Rest Stop (2006). Il collabore avec son ancien camarade de X-Files Vince Gilligan sur les deuxième et troisième saisons de Breaking Bad, puis devient le showrunner de la série Hell on Wheels : L'Enfer de l'ouest avant de la quitter à l'issue de sa deuxième saison. Il devient en 2015 le showrunner de la série Da Vinci's Demons pour la troisième saison de celle-ci.

## Filmographie

### Scénariste
- 1995-2002 : X-Files : Aux frontières du réel (série télévisée, 24 épisodes)
- 2000 : Harsh Realm (série télévisée, saison 1 épisode 7)
- 2001 : The Lone Gunmen : Au cœur du complot (série télévisée, 6 épisodes)
- 2002-2003 : Star Trek: Enterprise (série télévisée, 5 épisodes)
- 2003 : Agence Matrix (série télévisée, 2 épisodes)
- 2005-2007 : Supernatural (série télévisée, 9 épisodes)
- 2006 : Rest Stop
- 2008 : Legend of the Seeker : L'Épée de vérité (série télévisée, saison 1 épisode 1)
- 2009-2010 : Breaking Bad (série télévisée, 4 épisodes)
- 2011 : Torchwood (série télévisée, 2 épisodes)
- 2011-2012 : Hell on Wheels : L'Enfer de l'ouest (série télévisée, 4 épisodes)
- 2015 : Da Vinci's Demons (série télévisée, 2 épisodes)

### Réalisateur
- 2002 : X-Files : Aux frontières du réel (série télévisée, saison 9 épisode 12)
- 2006 : Rest Stop
- 2010 : Breaking Bad (série télévisée, saison 3 épisode 6)
- 2012 : Hell on Wheels : L'Enfer de l'ouest (série télévisée, saison 1 épisode 9 et saison 2 épisode 10)